# هاري كوكس (لاعب كرة قدم أسترالية)
هاري كوكس (بالإنجليزية: Harry Cox)‏ هو لاعب كرة قدم أسترالية أسترالي، ولد في 25 سبتمبر 1884 في Balaclava, Victoria ‏ في أستراليا، وتوفي في 22 أغسطس 1946 في Eltham, Victoria ‏ في أستراليا.

## وصلات خارجية
- هاري كوكس على موقع AustralianFootball.com (الإنجليزية)
- هاري كوكس على موقع AFLtables.com (الإنجليزية)